# Selâmet I Girej
Selâmet I Girej (1558-1610) – nurredin w latach 1596–1597, kałga 1597–1601, chan 1608–1610, ustanowiony na tronie Chanatu Krymskiego przez sułtana z pominięcięm legalnego następcy.

## Życiorys
W 1581 roku, w czasie ucieczki z Krymu do Istambułu, został uwięziony przez Kozaków. Został odesłany do Turcji, pomimo nalegań chana Mehmeda II, po złożeniu przysięgi, że jeżeli zostanie chanem, to będzie dbał o dobre stosunki polsko-tatarskie.
W 1601 roku, w wyniku wewnętrznych walk o tron krymski, ponownie zbiegł do Istambułu i był przez sułtana traktowany jako środek nacisku na Ğazı II Gireja. Po zesłaniu do Bityni, uciekł i przyłączył się do lokalnego buntu, za co został później ukarany kilkuletnim więzieniem. W 1608 roku został wyznaczony przez sułtana Ahmeda, jako następca tronu, na Krym, gdzie udał się w asyście tureckiej floty. Po przejęciu przez niego władzy, jego poprzednik Tochtamysz Girej (i właściwie jedyny konkurent do tronu) udał się drogą lądową do stolicy Turcji, ale w okolicach Białogrodu został zamordowany przez Mehmeda. Sułtan zwolnił Selameta z wszelkich obowiązków wojennych wobec Turków na 3 lata, z wyjątkiem "doglądania" Mołdawii. Początkowo nastawiony był wrogo do Rzeczypospolitej Obojga Narodów (pomimo zawartego w 1607 roku traktatu pokojowego z Turcją oraz z chanem Gazim), stąd jeden większy najazd w lecie 1608 roku i kilka drobniejszych. Skutkowało to zwiększeniem koncentracji kwarcianych. Chcąc zaskoczyć Polaków, Tatarzy (pod dowództwem braci Mehmeda i Szahina Girejów) przekroczyli granicę województwa kijowskiego na przełomie września i października, lecz zorientowawszy się, że znaleźli się pomiędzy rozłożonymi na zimę chorągwiami polskimi, szybko się wycofali. W 1609 roku Tatarzy zająci byli plądrowaniem Rosji i nie napadali na ziemie Rzeczypospolitej. Selâmet umarł latem 1610 roku, przed podpisaniem jakiegokolwiek układu polsko-tatarskiego (zawieranego zawsze po zmianie na tronie chańskim). Jego następcą został kałga Canibek Girej.